# Gideon Obarzanek
Gideon Obarzanek (* 1966 in Melbourne) ist ein australischer Balletttänzer und Choreograph.
Obarzanek verbrachte seine Kindheit in einem israelischen Kibbuz. Nach der Rückkehr mit seiner Familie nach Australien besuchte er eine Jazzballett-Klasse und wurde dann an der Australian Ballet School aufgenommen. Dort entstand zum Abschluss seiner Ausbildung 1987 das Stück The Heat, das im gleichen Jahr von der Dancers Company des Australian Ballet aufgeführt wurde.
Er erhielt dann einen Vertrag beim Queensland Ballet, dem er bis 1991 angehörte. Hier entstand Drift Office für den Choreographie-Workshop des Balletts (1988) und Mr. Crowther and the Wallflower für die Konferenz der Australasian Drama Studies Conference 1989. Die Verfilmung von Mr. Crowther erhielt noch im gleichen Jahr den Queensland Young Filmmakers Award.
Als Mitglied der Sydney Dance Company  schuf er 1991 die Choreographie Sleep No More. Danach verließ er die Company und arbeitete als freiberuflicher Choreograph u. a. für das Australian Ballet, die Sydney Dance Company, die Opera Australia und das Nederlands Dans Theater. 1995 gründete er in Sydney die Company Chunky Move, die sich beim Melbourne International Festival of Arts 1995 mit seinem Stück Fast Idol vorstellte. Obarzanek leitete die Gruppe, die ihren Sitz 1997 nach Melbourne verlegte, bis 2012 als Geschäftsführer und künstlerischer Direktor. Er trat mit Chunky Move bei zahlreichen Festivals in Australien, außerdem unter anderem beim Edinburgh International Festival, dem BAM Next Wave Festival in New York, der Biennale von Venedig, dem Southbank Festival in London und dem Territoria Festival Moscow auf. In seine Werke mit der Truppe nahm er auch Elemente des Theaters und Films, Installationen und Events auf. In Glow (2006) verwendete er interaktive Technologie, um komplexe Verbindungen zwischen den Bewegungen der Tänzer, Licht- und Toneffekten zu schaffen.
1997 erhielt Obarzanek den Australian Dance Award, 1999 den Mo Award für die beste Choreographie für Bonehead (1999). Für Choreographie und Konzept des Stücks  I Want to Dance Better at Parties wurde er 2004 mit dem Melbourne Green Room Award ausgezeichnet, und für Tense Dave (2003), eine Gemeinschaftsarbeit mit Lucy Guerin und Michael Kantor, erhielt er 2005 in New York einen Bessie Award. 2008 wurden ihm zwei Helpman Awards (für Glow und Mortal Engine) verliehen, 2017 zwei weitere für Attractor (beste Choreographie und beste Tanzproduktion).
2010 stand er mit dem Solostück  Faker nach langer Zeit wieder  als Tänzer auf der Bühne. 2013 war er resident artist der Sydney Theatre Company. Hier schrieb und leitete er sein erstes Theaterstück I Want to Dance Better at Parties, das er später in einer dokumentarischen Version mit Mathew Bate verfilmte. Dieser Film wurde 2014 beim Sydney Film Festival mit dem Dendy Award ausgezeichnet. für die Sydney Dance Company choreographierte er 2014 Interplay. Das Stück L'chaim entstand in Zusammenarbeit mit dem Schauspieler und Dramaturgen David Woods.